# Сума (Брянская область)
Сума (ранее также Сумма, Сумы) — деревня в Жуковском районе Брянской области, в составе Заборско-Никольского сельского поселения. 
 Расположена в 5 км к северу от Никольской Слободы, в 9 км к западу от Жуковки. Население — 4 человека (2010).

## История
Возникла в конце XIX века; до 1924 года входила в состав Салынской волости Брянского (с 1921 — Бежицкого) уезда; позднее в Жуковской волости, Жуковском районе (с 1929).
С 1920-х гг. до 1958 года — в Новосельском сельсовете, в 1958—1991 гг. — в Летошницком, с 1991 — в Заборско-Никольском.
| Годы      | 1926 | 1979 | 1989 | 2002 | 2010 |
| --------- | ---- | ---- | ---- | ---- | ---- |
| Население | 248  | 71   | 34   | 19   | 4    |